# Алкиона (звезда)
Вижте пояснителната страница за други значения на Алкиона.
Алкиона (Alkione, Alcyone, Eta Tauri, η Tauri) от съзвездието Бик е най-светлата звезда в звездния куп Плеядите.
Нейното име идва от Плеядата Алкиона, която в гръцката митология чрез Посейдон е майка на Етуза (Aithusa). Името на арабски означава „кралица, която се съпротивлява на злото (буря)“.
Алкиона e Бе-звезда от спектра-класата Б7 и светлинната класа IIIe. Отдалечена е на ок. 410 светлинни години. Тя има видима звездна величина +2,87 маг и абсолютна звездна величина от -2,50 маг.
Координати (Равноденствие 2000.0)
- Ректасцензия: 3h47m29.10s
- Деклинация: +24°6'18.0"

През 92 г. гръцкият астроном Агрипа наблюдава покриването на Алкиона чрез Луната.